# Hugh MacColl
Hugh MacColl (1837-1909) va ser un matemàtic i lògic escocès, que pot ser considerat el precursor de la lògica modal.

## Vida i Obra
Poques dades es coneixen de la vida de MacColl. El seu pare va morir quan ell tenia tres anys i un germà seu més gran, Malcolm (conegut a la família com Callum) el va ajudar en els seus estudis. Entre 1858 i 1865 va ser mestre d'escola en diverses poblacions d'Anglaterra. I, finalment, el 1865 es va traslladar a Boulogne-sur-Mer, al nord de França en el canal de la Mànega, on va viure la resta de la seva vida.
El 1884 va morir la seva primera dona, cosa que el va afectar molt, tot i que es va tornar a casar tres anys després. En els anys següents va publicar dues novel·les, Mr. Stranger’s Sealed Packet (1889) i Ednor Whitlock (1891), en les que els protagonistes perden el seu pare de molt nens i el principal personatge femení mor durant l'acció.
Durant els seus anys a Boulogne, va viure una vida molt senzilla, vivint de les seves classes particulars i dedicat al estudi. El 1876 va aconseguir graduar-se en matemàtiques per la universitat de Londres com alumne extern.
La obra de MacColl es desenvolupa en quatre períodes principals: en el primer (més o menys 1870-1885) escriu problemes i solucions per a revistes com Educational Times, en el segon (1885-1895) escriu les novel·les abans esmentades, en el tercer (1896-1906) torna a la lògica i, finalment en el quart, passa a la filosofia publicant un llibre titulat Man's Origin, Destiny, and Duty (Origen, destí i obligacions del home).
Malgrat l'impressionant volum i qualitat de les seves contribucions a Educational Times, els seus treballs matemàtics més interessants són els del tercer període. S'agrupen en quatre sèries d'articles i un llibre: 
1. Sis articles amb el títol de Calculus of equivalent statements (quatre d'ells publicats en el primer període, 1877-1879, i els dos darrers el 1896) publicats als Proceedings de la London Mathematical Society.
2. Vuit articles amb el títol de Symbolic reasoning (1897-1906) publicats per la revista Mind.
3. Nou articles amb el títol de Symbolic Logic (1903-1904) publicats a The Athenaeum.
4. Dos articles amb el títol de Linguistic Misunderstandings (1910) publicats a Mind
5. Un llibre amb el títol Symbolic Logic and its Applications en el que agrupa bona part de lo publicat en els seus articles.